# Mérulaxe de Brasilia
Espèce
Statut de conservation UICN

 EN  : En danger
Le Mérulaxe de Brasilia (Scytalopus novacapitalis) est une espèce de passereaux de la famille des Rhinocryptidae, endémique du Brésil.

## Répartition et habitat
On le trouve dans le centre du Brésil. Il habite les forêts marécageuses. Il vit en association avec les fougères Blechnum et avec les palmiers Euterpe.